# Tipula (Lunatipula) dolosa
Tipula (Lunatipula) dolosa is een tweevleugelige uit de familie langpootmuggen (Tipulidae). De soort komt voor in het Palearctisch gebied.